# Партия за биомедицинские исследования в области омоложения
Партия за биомедицинские исследования в области омоложения (нем. Partei für schulmedizinische Verjüngungsforschung) — немецкая политическая партия, созданная и функционирующая для одной цели - способствование развитию биомедицинскиских технологий, которые позволяют обратить вспять процесс старения организма.

## Политическая позиция
Партия за биомедицинские исследования в области омоложения является партией одной цели: ускорение развития регенеративной медицины для нахождения способа вылечить старение и дать возможность людям жить неограниченно долгую здоровую жизнь. Согласно заявлениям партии, её целью является предотвращение страданий, вызываемых возраст-зависимыми болезнями и смертью от старости. Партия также подчёркивает экономическую выгоду от вылечивания старения, поскольку будут устранены расходы на лечение возраст-зависимых болезней и содержание престарелых людей.
Партия стремится увеличить количество и размер работающих в этом направлений исследовательских организаций, расширить образование и подготовку специалистов в профильных областях. Партия также стремится повысить общественный интерес к омолаживающим исследованиям с целью побудить крупные партии уделить внимание этой цели.
Партия занимает нейтральную позицию по вопросам, которые не касаются непосредственно омолаживающих исследований.

## Организация
Действующим лидером партии является биохимик Феликс Верт (нем. Felix Werth) из Берлина.
На июль 2022, партия имеет региональные отделения во всех 16 землях Германии.

## Переименование
Первоначально партия называлась "Партия за исследования в области здравоохранения" (нем. Partei für Gesundheitsforschung), но 27 ноября 2022 сменила название на "Партия за биомедицинские исследования в области омоложения" (нем. Partei für schulmedizinische Verjüngungsforschung).

## Участие в выборах

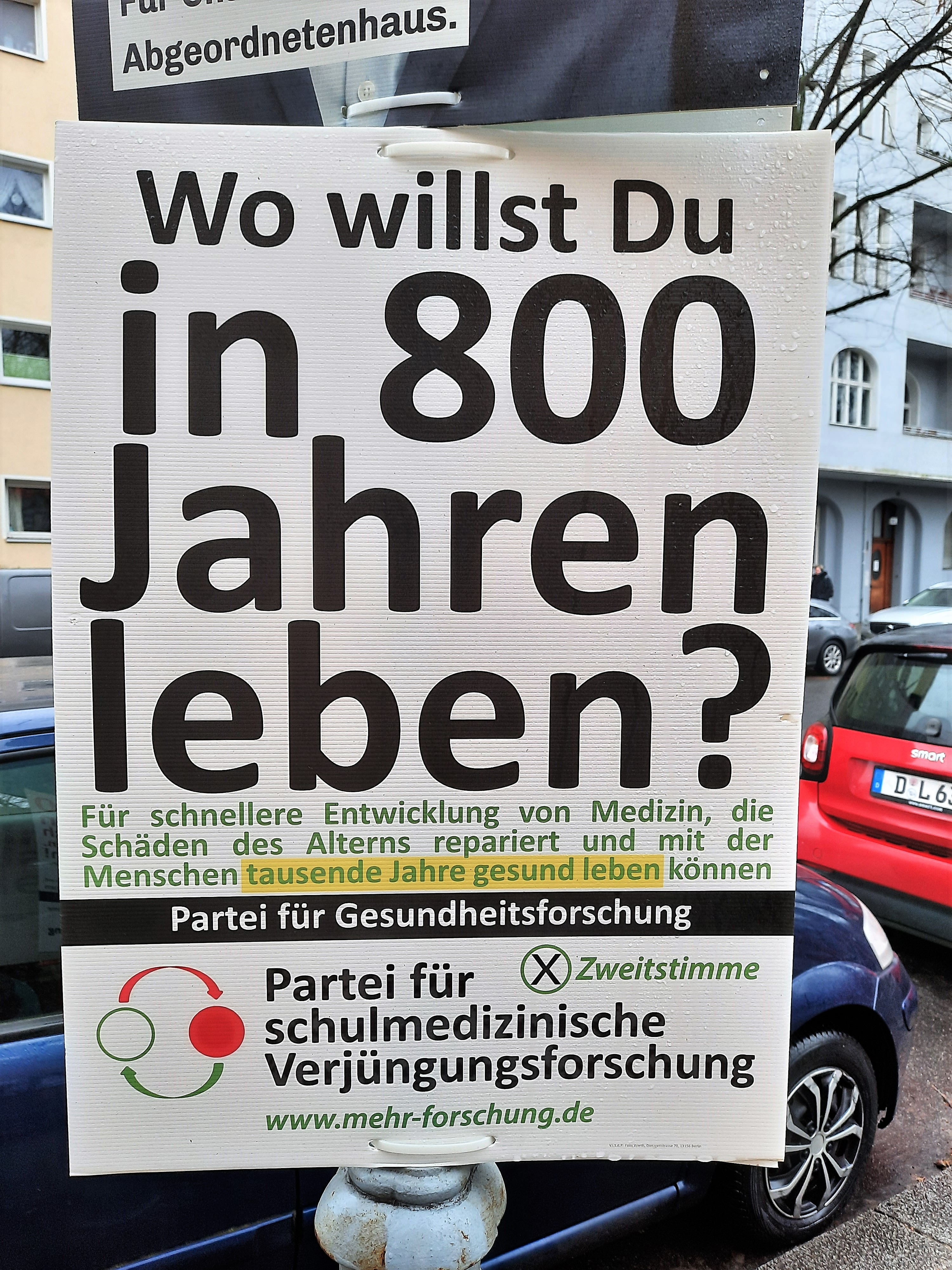
Предвыборный плакат партии. Надпись на плакате: "Где бы вы хотели жить через 800 лет?"

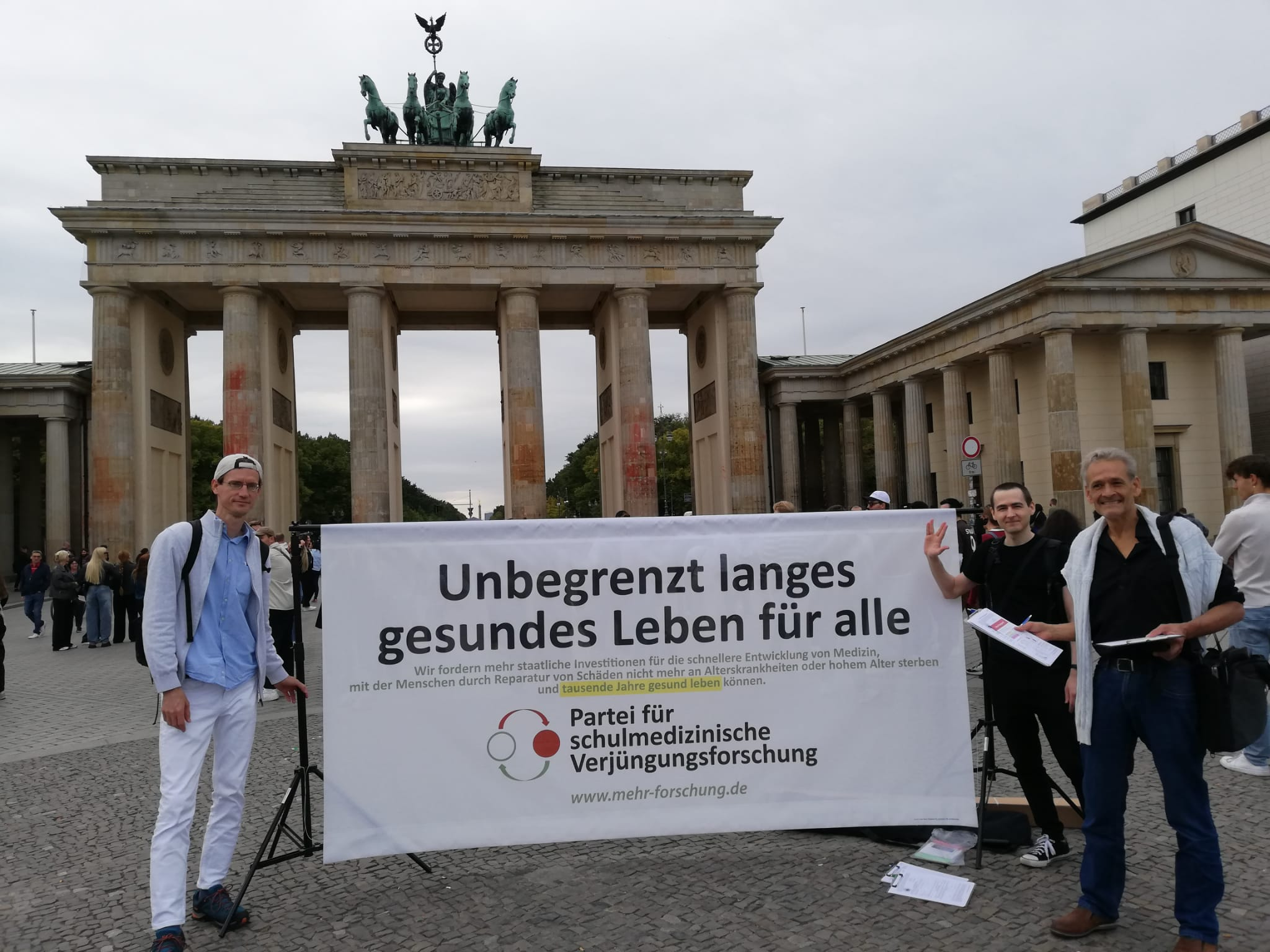
Плакат партии у Бранденбургских ворот по поводу "Международного дня долголетия" в 2023

Предвыборный плакат партии. Надпись на плакате: "Где бы вы хотели жить через 800 лет?"]]
На мая 2022 партия принимала участие в 13 региональных выборах. Также партия принимала участие в федеральных выборах Германии в 2017 и в 2021 годах и в европейских парламентских выборах в 2019. Результаты выборов:
- 2016 Земельные выборы в Берлине:[5] 0,5%
- 2017 Земельные выборы в земле Северный Рейн-Вестфалия: 0,1%
- 2017 Парламентские выборы в Германии: 0,1%
- 2018 Земельные выборы в Баварии: 0,1%
- 2018 Земельные выборы в Гессене: 0,1%
- 2019 Выборы в Европейский парламент: 0,2%
- 2019 Земельные выборы в Саксонии: 0,5%
- 2019 Земельные выборы в Тюрингии: 0,5%
- 2020 Земельные выборы в Гамбурге: 0,2%
- 2021 Земельные выборы в Баден-Вюртемберге: 0.0%; выдвижение кандидатов только в избирательных округах Stuttgart IV (0.4%)[6] и Ulm (0.4%)[7]
- 2021 Парламентские выборы в Германии: 0,1%
- 2021 Земельные выборы в Мекленбург-Передняя Померания: 0,2 %
- 2021 Земельные выборы в Берлине: 0,3 %
- 2022 Земельные выборы в Сааре: 0,1 %
- 2022 Земельные выборы в Шлезвиг-Гольштейне: 0,1 %
- 2022 Земельные выборы в Северном Рейне-Вестфалии: 0,1 %